# 静村 (茨城県猿島郡)
静村（しずかむら）は茨城県猿島郡にかつて存在した村である。現在の茨城県境町の北西部に位置する。
村の南部には利根川が流れている。

## 歴史
- 1878年（明治11年）7月 - 西葛飾郡猿島郡役所を境町に設置されてからその所轄に属し、塚崎・横塚・稲尾・志鳥の四箇村を連合して戸長役場を塚崎に置く[2]。
- 1884年（明治17年）6月 - その連合を二分し塚崎・横塚は境町に連合し、稲尾・志鳥の二箇村は谷貝村に連合する[2]。
- 1889年（明治22年）4月1日 - 町村制施行により、塚崎村・横塚村・稲尾村・志鳥村が合併し猿島郡静村が成立する。
- 1955年 (昭和30年)3月16日 - 境町・静村・長田村・猿島村・森戸村が合併し、境町が発足。静村は消滅。

## 行政

### 村長
村長は以下の通りである。
| 歴代 | 氏名         | 就任年月日                | 退任年月日                 |
| ---- | ------------ | ------------------------- | -------------------------- |
| 初代 | 斉藤陦蔵     | 1889年（明治22年）4月1日  | 1889年（明治22年）9月5日   |
| 2    | 金久保源十郎 | 1889年（明治22年）9月6日  | 1890年（明治23年）5月26日  |
| 3    | 田村兼三郎   | 1890年（明治23年）10月8日 | 1911年（明治44年）8月24日  |
| 4    | 田村嘉蔵     | 1912年（大正元年）9月27日 | 1913年（大正2年）4月10日   |
| 5    | 金久保源兵衛 | 1918年（大正7年）10月25日 | 1922年（大正11年）10月24日 |
| 6    | 染谷助次郎   | 1922年（大正11年）11月2日 | 1934年（昭和9年）11月1日   |
| 7    | 田村兼三郎   | 1935年（昭和10年）7月7日  | 1936年（昭和11年）2月24日  |
| 8    | 染谷助次郎   | 1936年（昭和11年）3月11日 | 1946年（昭和21年）11月17日 |
| 9    | 金久保勘治   | 1947年（昭和22年）4月5日  | 1947年（昭和22年）6月14日  |
| 10   | 金久保佐七   | 1947年（昭和22年）6月29日 | 1955年（昭和30年）3月15日  |

### 助役
助役は以下の通りである。
- 福島助治郎[3][4]
- 斉藤増次郎[1]

### 収入役
収入役は以下の通りである。
- 桜井銀六[1]

## 政治
1893年に刊行された『茨城県官民必携 下巻』によると、村会議員は以下の通り。
- 斉藤陦蔵、落合卯之七、田上常吉、染谷要八、石川友蔵、斉藤治平、五月女竹三郎、関竹治、鈴木幸次郎、鈴木平八、桜井定七、金久保新平

## 経済

### 産業
農業
産物は米、麦、大豆、胡蘿蔔、牛蒡。

## 人口
1930年に刊行された『市町村治績録 改訂第2版』によると、戸数388戸、人口2667人。

## 地域

### 施設
教育
- 尋常高等小学校[1]
- 補習学校[1]

宗教
- 香取神社[2]
- 熊野神社[2]
- 香取院（真言宗）[2]
- 善福院（真言宗）[2]
- 般若院（真言宗）[2]

## 名所・旧跡
- 毘沙門塚[2]